# Nekrolog April 2024
Nekrolog
◄◄
| ◄
| 2020
| 2021
| 2022
| 2023
| 2024 | 2025
Januar |
Februar |
März |
April |
Mai |
Juni |
Juli |
August |
September |
Oktober |
November |
Dezember 2024
Weitere Ereignisse | Allgemeiner Nekrolog 2024
Die Beschreibung der verstorbenen Person sollte so kurz wie möglich gehalten sein und nur deren signifikante Tätigkeit(en) enthalten.
Neue Namen ggf. auch unter dem Geburts- und Sterbedatum, also etwa unter 1. Januar und im Geburts- und Sterbejahr (2024) eintragen (nur bei entsprechender großer Wichtigkeit). Für Beispiele siehe die schon vorhandenen Artikel.
Außerdem über die fünf zuletzt Verstorbenen, zu denen es einen ausreichend guten Artikel für eine Präsentation auf der Hauptseite gibt, nach der todesbedingten Überarbeitung der Artikel ggf. auch unter Wikipedia Diskussion:Hauptseite informieren und sie am besten auch in den anderen Wikipedia-Sprachversionen eintragen. Tipp: Regelmäßig bei news.google.de nach „ist tot“, „gestorben“ oder „verstorben“ suchen.
Wenn eine Person gestorben ist, gibt es viele Seiten zu dieser Person in der Wikipedia, die davon auch betroffen sind und entsprechend aktualisiert werden müssen. Beispiele: Namenübersichtsseite, Geburtsjahr, Geburtsort-Seiten und viele mehr.
Wie finde ich die betroffenen Seiten?
Im Suchfeld auf der linken Seite gibt man den Suchbegriff so ein: „Vorname Nachname“. Dann klickt man auf Volltext und alle Seiten mit entsprechendem Suchtext werden aufgerufen. Hier sieht man dann schnell, wo auch das Todesjahr Sinn macht oder sogar ein Teil des Artikels angepasst werden muss. Auch hilft das „Werkzeug“ auf der linken Seite sehr gut, um solche Seiten aufzufinden: „Links auf diese Seite“. Somit ist die Wikipedia wieder aktuell in allen Bereichen! Hinweis: bei Eintragung der Kategorie „Gestorben JAHR“ wird der Missbrauchsfilter 49 ausgelöst, was jedoch nicht schlimm ist. Siehe: Spezial:Missbrauchsfilter/49
Dies ist eine Liste von im April 2024 verstorbenen bekannten Persönlichkeiten. Die Einträge erfolgen innerhalb der einzelnen Daten alphabetisch sortiert. Tiere sind im Nekrolog für Tiere zu finden.

## April
Bearbeitungshinweis: Neue Todesfälle bitte absteigend nach Tagen geordnet eintragen. Die Todesfälle desselben Tages bitte in alphabetischer Reihenfolge einfügen.
| Tag       | Name                                           | Beruf, bekannt als                                                                        | Alter | Beleg |
| --------- | ---------------------------------------------- | ----------------------------------------------------------------------------------------- | ----- | ----- |
| 30. April | Paul Auster                                    | US-amerikanischer Schriftsteller                                                          | 77    |       |
| 30. April | Jerome H. Barkow                               | US-amerikanisch-kanadischer Anthropologe                                                  | 80    |       |
| 30. April | Heidrun Borgwardt                              | deutsche Zeichnerin und Malerin                                                           | 89    |       |
| 30. April | Maria De Aragon                                | kanadische Schauspielerin                                                                 | 81    |       |
| 30. April | Duane Eddy                                     | US-amerikanischer Gitarrist                                                               | 86    |       |
| 30. April | Walter Gladrow                                 | deutscher Leichtathletiktrainer                                                           | 89    |       |
| 30. April | Roland Marko                                   | österreichischer Fußballspieler                                                           | 53    |       |
| 30. April | Herbert Pardes                                 | US-amerikanischer Mediziner                                                               | 89    |       |
| 30. April | Günter Spitzing                                | deutscher Schriftsteller                                                                  | 92    |       |
| 30. April | Stefano Stefani                                | italienischer Politiker                                                                   | 85    |       |
| 30. April | Uyunqimg                                       | chinesische Politikerin                                                                   | 81    |       |
| 29. April | Haman Adama                                    | kamerunische Politikerin                                                                  | ≈73   |       |
| 29. April | Pieter Baas                                    | niederländischer Botaniker                                                                | 80    |       |
| 29. April | Faruk Bistrić                                  | bosnischer Schachspieler                                                                  | 66    |       |
| 29. April | Arianne Borbach                                | deutsche Schauspielerin und Synchronsprecherin                                            | 61    |       |
| 29. April | Wally Dallenbach senior                        | US-amerikanischer Automobilrennfahrer                                                     | 87    |       |
| 29. April | Peter Demetz                                   | US-amerikanischer Germanist                                                               | 101   |       |
| 29. April | Uwe Erwin Engelmann                            | deutsch-rumänischer Schriftsteller                                                        | 72    |       |
| 29. April | Mychajlo Fomenko                               | sowjetisch-ukrainischer Fußballspieler und -trainer                                       | 75    |       |
| 29. April | Hans Geissel                                   | deutscher Physiker                                                                        | 73    |       |
| 29. April | Irmlind Heiser                                 | deutsche Politikerin                                                                      | 84    |       |
| 29. April | Guy-Dominique Kennel                           | französischer Politiker der UMP                                                           | 72    |       |
| 29. April | Rudolf Kölbl                                   | deutscher Fußballspieler                                                                  | 86    |       |
| 29. April | Ulrich Lindner                                 | deutscher Chemiker, Fotograf und Fotografiker                                             | 86    |       |
| 29. April | Tilmann Moser                                  | deutscher Psychoanalytiker, Körperpsychotherapeut und Autor                               | 85    |       |
| 29. April | Günter Nerlich                                 | deutscher Fernsehjournalist                                                               | 98    |       |
| 29. April | Syvert Paul Nørsett                            | norwegischer Mathematiker                                                                 | 79    |       |
| 29. April | Paul Schoenfield                               | US-amerikanischer Komponist und Pianist                                                   | 77    |       |
| 29. April | Andrew Stunell                                 | britischer Politiker und Peer                                                             | 81    |       |
| 29. April | Dingaan Thobela                                | südafrikanischer Boxer                                                                    | 57    |       |
| 29. April | Gerhard Weisenberger                           | deutscher Ringer                                                                          | 72    |       |
| 28. April | Michael Becker                                 | deutscher Politikwissenschaftler                                                          | ≈65   |       |
| 28. April | Heinz Binder                                   | österreichischer Fußballspieler und -trainer                                              | 81    |       |
| 28. April | William Calley                                 | US-amerikanischer Offizier und Kriegsverbrecher                                           | 80    |       |
| 28. April | Norman Carol                                   | US-amerikanischer Violinist                                                               | 95    |       |
| 28. April | Luz Fandiño                                    | spanische Dichterin, Feministin und Aktivistin                                            | 92    |       |
| 28. April | Wolfram Fischer                                | deutscher Wirtschafts- und Sozialhistoriker                                               | 95    |       |
| 28. April | Walter Hanel                                   | deutscher Karikaturist                                                                    | 93    |       |
| 28. April | Jörg Hengstler                                 | deutscher Schauspieler, Hörspiel- und Synchronsprecher                                    | 67    |       |
| 28. April | Otto Höhne                                     | deutscher Sportfunktionär                                                                 | 97    |       |
| 28. April | Walter Kolbow                                  | deutscher Politiker                                                                       | 80    |       |
| 28. April | Hans Kolde                                     | deutscher Pädagoge, Flugzeugführer und Fluglehrer                                         | 99    |       |
| 28. April | Jerry Labriola                                 | US-amerikanischer Autor und Politiker                                                     | 92    |       |
| 28. April | Brian McCardie                                 | britischer Schauspieler und Schriftsteller                                                | 59    |       |
| 28. April | Bernd Merkel                                   | deutscher Zahnmediziner und Admiralarzt                                                   | 85    |       |
| 28. April | Georgi Mondsolewski                            | sowjetisch-belarussischer Volleyballspieler                                               | 90    |       |
| 28. April | Zack Norman                                    | US-amerikanischer Schauspieler, Filmproduzent und Kunstsammler                            | 83    |       |
| 28. April | Michael J. Roads                               | britisch-australischer Esoteriker und Autor                                               | 87    |       |
| 28. April | Alan Scarfe                                    | kanadischer Schauspieler                                                                  | 77    |       |
| 28. April | Jürgen Schmidt                                 | deutscher Rechtswissenschaftler                                                           | 83    |       |
| 28. April | Alfred Schreiner                               | österreichischer Gewerkschafter und Politiker                                             | 69    |       |
| 28. April | Les Thimmig                                    | US-amerikanischer Holzbläser                                                              | 81    |       |
| 28. April | Wolf Wagner                                    | deutscher Sozialwissenschaftler                                                           | 79    |       |
| 28. April | Bernhard Winkler                               | deutscher Architekt, Designer und Stadtplaner                                             | 95    |       |
| 27. April | Elpidio Barzaga                                | philippinischer Politiker                                                                 | 74    |       |
| 27. April | Mayotte Bollack                                | französische Altphilologin und Literaturwissenschaftlerin                                 | ≈95   |       |
| 27. April | Charly Burger                                  | Schweizer Feldhandballspieler                                                             | 90    |       |
| 27. April | Jean-Pierre Ferland                            | kanadischer Singer-Songwriter                                                             | 89    |       |
| 27. April | Fritz Geisperger                               | deutscher Politiker                                                                       | 92    |       |
| 27. April | Wendy James                                    | britische Anthropologin                                                                   | 84    |       |
| 27. April | Charly Kahr                                    | österreichischer Skirennläufer und Alpinskitrainer                                        | 91    |       |
| 27. April | Renna Kellaway                                 | britische Pianistin und Musikpädagogin                                                    | 89    |       |
| 27. April | Jelysaweta Kordjum                             | ukrainische Astrobiologin                                                                 | 91    |       |
| 27. April | Jean Musy                                      | französischer Komponist, Arrangeur, Orchesterleiter und Pianist                           | 76    |       |
| 27. April | Heinrich Niewerth                              | deutscher Politiker                                                                       | 86    |       |
| 27. April | Cem Özbek                                      | deutscher Kardiologe                                                                      | 69    |       |
| 27. April | C. J. Sansom                                   | britischer Schriftsteller                                                                 | 71    |       |
| 27. April | Charly Weller                                  | deutscher Regisseur, Autor, Musiker und Fotograf                                          | 72    |       |
| 27. April | Konrad Windisch                                | österreichischer Schriftsteller, Publizist und Rechtsextremist                            | 91    |       |
| 26. April | Sergio de Castro Spikula                       | chilenischer Ökonom und Politiker                                                         | 94    |       |
| 26. April | Klaus Dransfeld                                | deutscher Physiker                                                                        | 97    |       |
| 26. April | Robin George                                   | britischer Gitarrist und Produzent                                                        | 68    |       |
| 26. April | Peter Ingham                                   | australischer Bischof                                                                     | 83    |       |
| 26. April | Lieselotte Kantner                             | deutsche Produktdesignerin                                                                | 100   |       |
| 26. April | Hans Koot                                      | niederländischer Radrennfahrer                                                            | 72    |       |
| 26. April | Klaus Lübelsmeyer                              | deutscher Physiker                                                                        | 89    |       |
| 26. April | Anne McDaniels                                 | US-amerikanische Schauspielerin und Model                                                 | 46    |       |
| 26. April | Volker Mosblech                                | deutscher Politiker                                                                       | 69    |       |
| 26. April | Karl Schneiderhan                              | deutscher Fußballspieler                                                                  | 91    |       |
| 26. April | Zé Nogueira                                    | brasilianischer Saxophonist und Musikproduzent                                            | 68    |       |
| 26. April | Francisco Rico                                 | spanischer Hispanist, Literaturwissenschaftler und Autor                                  | 81    |       |
| 25. April | Bob Appleby                                    | englischer Fußballspieler                                                                 | 84    |       |
| 25. April | Herbert L. Breiner                             | deutscher Sonderpädagoge und Lehrer                                                       | 94    |       |
| 25. April | Laurent Cantet                                 | französischer Filmregisseur, Drehbuchautor und Kameramann                                 | 63    |       |
| 25. April | Marek Czakon                                   | polnischer Fußballspieler                                                                 | 60    |       |
| 25. April | Hans König                                     | österreichischer Autor und Politiker                                                      | 76    |       |
| 25. April | Robert Lichal                                  | österreichischer Politiker                                                                | 91    |       |
| 25. April | Wyn Lodwick                                    | britischer Jazzmusiker                                                                    | 97    |       |
| 25. April | Anton Raubal                                   | deutscher Eishockeyspieler                                                                | 56    |       |
| 25. April | George Seligman                                | US-amerikanischer Mathematiker                                                            | 96    |       |
| 25. April | Elmira Süleymanova                             | sowjetische bzw. aserbaidschanische Chemikerin                                            | 87    |       |
| 24. April | Roy Cross                                      | britischer Marinemaler                                                                    | 100   |       |
| 24. April | Siegfried Dinsel                               | deutscher Fernsehtechniker und Tennisfunktionär                                           | 89    |       |
| 24. April | Nancy Dorian                                   | US-amerikanische Sprachwissenschaftlerin                                                  | ≈87   |       |
| 24. April | Adele Faber                                    | US-amerikanische Sachbuchautorin                                                          | 96    |       |
| 24. April | Mehmet Güney                                   | türkischer Jurist und Diplomat                                                            | 87    |       |
| 24. April | Margaret Lee                                   | britische Schauspielerin                                                                  | 80    |       |
| 24. April | Friedrich Leisch                               | österreichischer Mathematiker                                                             | 55    |       |
| 24. April | Rudolf Mitteregger                             | österreichischer Radrennfahrer                                                            | 79    |       |
| 24. April | Karl Odorizzi                                  | österreichischer Architekt                                                                | 92    |       |
| 24. April | Donald Payne junior                            | US-amerikanischer Politiker                                                               | 65    |       |
| 24. April | Mike Pinder                                    | britischer Rockmusiker                                                                    | 82    |       |
| 24. April | Jerome Jordan Pollitt                          | US-amerikanischer Archäologe                                                              | 89    |       |
| 24. April | Philip W. Porter                               | US-amerikanischer Geograph                                                                | 95    |       |
| 24. April | Karin Schaub                                   | Schweizer Malerin, Zeichnerin und Grafikerin                                              | 95    |       |
| 24. April | Volker Schliebe                                | deutscher Arzt und Politiker                                                              | 83    |       |
| 24. April | Wolfgang Schüler                               | deutscher Fußballspieler                                                                  | 66    |       |
| 24. April | Hans Tuppy                                     | österreichischer Biochemiker                                                              | 99    |       |
| 23. April | Terry Carter                                   | US-amerikanischer Schauspieler                                                            | 95    |       |
| 23. April | Robert H. Dennard                              | US-amerikanischer Elektroingenieur und Erfinder                                           | 91    |       |
| 23. April | Jürgen Herzog                                  | deutscher Mathematiker                                                                    | 82    |       |
| 23. April | Claus Jacobi                                   | deutscher Jazzmusiker und Arzt                                                            | 75    |       |
| 23. April | Sue Johnson                                    | britisch-kanadische Psychologin                                                           | 76    |       |
| 23. April | Yukio Kasaya                                   | japanischer Skispringer                                                                   | 80    |       |
| 23. April | Samuel Kummer                                  | deutscher Organist                                                                        | 56    |       |
| 23. April | Helmut Kutin                                   | österreichischer Sozialmanager                                                            | 82    |       |
| 23. April | David Marquand                                 | britischer Politikwissenschaftler und Politiker der Labour Party                          | 89    |       |
| 23. April | Francisco Rodríguez                            | venezolanischer Boxer                                                                     | 78    |       |
| 23. April | Allan Rushmer                                  | britischer Langstreckenläufer                                                             | 80    |       |
| 23. April | Dorothea Tscheschner                           | deutsche Autorin, Architektin und Stadtplanerin                                           | 95    |       |
| 23. April | Helen Vendler                                  | US-amerikanische Literaturkritikerin                                                      | 90    |       |
| 22. April | Saraswati Albano-Müller                        | indisch-deutsche Pädagogin und Journalistin                                               | 90    |       |
| 22. April | Julio Calcagno                                 | uruguayischer Schauspieler                                                                | 87    |       |
| 22. April | Sudhir Kakar                                   | indischer Psychoanalytiker                                                                | 85    |       |
| 22. April | Peter Paul Kaspar                              | österreichischer Geistlicher, Schriftsteller und Musiker                                  | 81    |       |
| 22. April | Philippe Laudenbach                            | französischer Schauspieler                                                                | 88    |       |
| 22. April | Ernst-Joachim Mestmäcker                       | deutscher Rechtswissenschaftler                                                           | 97    |       |
| 22. April | Klaus Otto Nagorsnik                           | deutscher Bibliothekar und Quizspieler                                                    | 68    |       |
| 22. April | Brian Tobin                                    | australischer Tennisspieler und -funktionär                                               | 93    |       |
| 22. April | Volker Freiherr Truchseß von und zu Wetzhausen | deutscher Politiker                                                                       | 88    |       |
| 22. April | Michael Verhoeven                              | deutscher Filmregisseur                                                                   | 85    |       |
| 22. April | ʿAbd al-Madschīd az-Zindānī                    | jemenitischer Gelehrter, Prediger und einer der Begründer der Muslimbruderschaft im Jemen | ?     |       |
| 22. April | Stephan Zierz                                  | deutscher Neurologe                                                                       | 69    |       |
| 21. April | Ángel Aranda                                   | spanischer Schauspieler                                                                   | 89    |       |
| 21. April | Hans Burzlaff                                  | deutscher Mineraloge und Kristallograph                                                   | 92    |       |
| 21. April | Étienne Delessert                              | Schweizer Autor, Maler, Illustrator, Grafiker und Zeichner                                | 83    |       |
| 21. April | Ingrid Fuzjko Hemming                          | schwedische Pianistin                                                                     | 91    |       |
| 21. April | Pierre Gonnord                                 | französischer Fotograf                                                                    | 60    |       |
| 21. April | Ghislain de Marsily                            | französischer Hydrogeologe                                                                | 84    |       |
| 21. April | Alfred Louis Onorato                           | US-amerikanischer Talentmanager                                                           | 88    |       |
| 21. April | Renate Pepper                                  | deutsche Politikerin                                                                      | 72    |       |
| 21. April | Caroline Renate Pickardt                       | deutsche Endokrinologin                                                                   | 87    |       |
| 21. April | Jerome Rothenberg                              | US-amerikanischer Dichter                                                                 | 92    |       |
| 20. April | Antonio Cantafora                              | italienischer Schauspieler                                                                | 80    |       |
| 20. April | Kaj Chydenius                                  | finnischer Komponist                                                                      | 84    |       |
| 20. April | Marco Ciatti                                   | italienischer Kunsthistoriker                                                             | 68    |       |
| 20. April | Michael Cuscuna                                | US-amerikanischer Musikproduzent                                                          | 75    |       |
| 20. April | Andrew Davis                                   | britischer Dirigent                                                                       | 80    |       |
| 20. April | Roman Gabriel                                  | US-amerikanischer American-Football-Spieler und Unternehmer                               | 83    |       |
| 20. April | Robert Kane                                    | US-amerikanischer Philosoph                                                               | 85    |       |
| 20. April | Gediminas Kirkilas                             | litauischer Politiker                                                                     | 72    |       |
| 20. April | Rolf-Peter Lange                               | deutscher Politiker                                                                       | 80    |       |
| 20. April | Josef Laufer                                   | tschechischer Sänger und Schauspieler                                                     | 84    |       |
| 20. April | Adrian Lehmann                                 | Schweizer Leichtathlet                                                                    | 34    |       |
| 20. April | Doreen Massey                                  | britische Politikerin und Peeress                                                         | 85    |       |
| 20. April | Gundel Mattenklott                             | deutsche Literatur- und Erziehungswissenschaftlerin                                       | 78    |       |
| 20. April | Henry McKean                                   | US-amerikanischer Mathematiker                                                            | 93    |       |
| 20. April | Lourdes Portillo                               | mexikanisch-US-amerikanische Filmproduzentin, Regisseurin und Drehbuchautorin             | 80    |       |
| 20. April | David Pryor                                    | US-amerikanischer Politiker                                                               | 89    |       |
| 20. April | Reiner Saul                                    | deutscher Bauingenieur                                                                    | 85    |       |
| 20. April | Pauli Siitonen                                 | finnischer Skilangläufer                                                                  | 86    |       |
| 20. April | Tony Tuff                                      | jamaikanischer Reggaesänger                                                               | 69    |       |
| 19. April | Adnan al-Bursh                                 | palästinensischer Orthopäde                                                               | 50    |       |
| 19. April | Ferdinand Baumgartner                          | österreichischer Bibliothekar                                                             | 92    |       |
| 19. April | Heinrich Beck                                  | deutscher Philosoph                                                                       | 94    |       |
| 19. April | Artur Bethke                                   | deutscher Nordist                                                                         | 89    |       |
| 19. April | Bruno Chevalier                                | US-amerikanischer Comiczeichner                                                           | 62    |       |
| 19. April | Daniel Dennett                                 | US-amerikanischer Philosoph                                                               | 82    |       |
| 19. April | Gyari Dorjee Youdon                            | tibetische Widerstandskämpferin                                                           | 92    |       |
| 19. April | Muhammed Ahmed Faris                           | syrischer Kosmonaut und Pilot                                                             | 72    |       |
| 19. April | Patrick Hellmann                               | deutscher Modedesigner und Hotelbesitzer                                                  | 69    |       |
| 19. April | Siegfried Kirschen                             | deutscher Fußballschiedsrichter und -funktionär                                           | 80    |       |
| 19. April | Alex McMillan                                  | US-amerikanischer Politiker                                                               | 91    |       |
| 19. April | Charles Parsons                                | US-amerikanischer Philosoph                                                               | 91    |       |
| 19. April | Marcos Rivas                                   | mexikanischer Fußballspieler                                                              | 76    |       |
| 19. April | Annette Schleiermacher                         | deutsche Schauspielerin                                                                   | 97    |       |
| 19. April | Oili Tanninen                                  | finnische Illustratorin und Kinderbuchautorin                                             | 90    |       |
| 19. April | Roland Twyrdy                                  | deutscher Fußballspieler und -trainer                                                     | 54    |       |
| 19. April | Detert Zylmann                                 | deutscher Prähistoriker                                                                   | 79    |       |
| 18. April | Dickey Betts                                   | US-amerikanischer Rock-Gitarrist                                                          | 80    |       |
| 18. April | Parwiz Dawudi                                  | iranischer Politiker                                                                      | 72    |       |
| 18. April | Helen Doan                                     | kanadische Supercentenarian                                                               | 112   |       |
| 18. April | Gustav Ehmck                                   | deutscher Filmregisseur                                                                   | 87    |       |
| 18. April | Brigitte Fokuhl                                | deutsche Autorin                                                                          | 83    |       |
| 18. April | Georges Forestier                              | französischer Literaturwissenschaftler und Theaterhistoriker                              | 72    |       |
| 18. April | Mathilde Grünewald                             | deutsche Archäologin                                                                      | 76    |       |
| 18. April | Frank Haller                                   | deutscher Ökonom und Politiker                                                            | 80    |       |
| 18. April | Steve Kille                                    | US-amerikanischer Bassist                                                                 | ?     |       |
| 18. April | Ruth Landers                                   | US-amerikanische Film- und Fernsehproduzentin                                             | 85    |       |
| 18. April | James Laurenson                                | neuseeländischer Schauspieler                                                             | 84    |       |
| 18. April | Mandisa                                        | US-amerikanische Sängerin                                                                 | 47    |       |
| 18. April | Yoshio Masui                                   | japanischer Zellbiologe                                                                   | 93    |       |
| 18. April | Larry Page                                     | britischer Musikmanager                                                                   | 86    |       |
| 17. April | Ellen Ash Peters                               | US-amerikanische Juristin                                                                 | 94    |       |
| 17. April | Max Dasch                                      | österreichischer Verleger und Herausgeber                                                 | 77    |       |
| 17. April | Jack Disney                                    | US-amerikanischer Radrennfahrer                                                           | 93    |       |
| 17. April | Karl Hausberger                                | deutscher Theologe                                                                        | 79    |       |
| 17. April | Michael Hesse                                  | deutscher Kunsthistoriker                                                                 | 72    |       |
| 17. April | Chips Keswick                                  | britischer Unternehmer und Fußballfunktionär                                              | 84    |       |
| 17. April | Gerd Roggensack                                | deutscher Fußballspieler und -trainer                                                     | 82    |       |
| 17. April | Raman Subba Row                                | englischer Cricketspieler und -administrator                                              | 92    |       |
| 16. April | Robert Merrihew Adams                          | US-amerikanischer Theologe und Philosoph                                                  | 86    |       |
| 16. April | Wladimir Andrejew                              | russischer Leichtathlet                                                                   | 57    |       |
| 16. April | Dwarakish                                      | indischer Filmschauspieler, -regisseur und -produzent                                     | 81    |       |
| 16. April | Rodney Gould                                   | britischer Motorradrennfahrer                                                             | 81    |       |
| 16. April | Bob Graham                                     | US-amerikanischer Politiker                                                               | 87    |       |
| 16. April | Ron Jones                                      | walisischer Snookerspieler                                                                | 81    |       |
| 16. April | Rudolf Kimmina                                 | deutscher Maler                                                                           | 79    |       |
| 16. April | Wichart von Roëll                              | deutscher Schauspieler                                                                    | 86    |       |
| 16. April | Josep Maria Terricabras                        | spanischer Philosoph und Politiker                                                        | 77    |       |
| 15. April | Adriano Aprà                                   | italienischer Autor und Filmkritiker                                                      | 83    |       |
| 15. April | Karl Eugen Becker                              | deutscher Ingenieur und Manager                                                           | 91    |       |
| 15. April | Josef Boum                                     | kamerunischer Fußballspieler                                                              | 34    |       |
| 15. April | Topo Gioia                                     | argentinischer Perkussionist                                                              | 72    |       |
| 15. April | Whitey Herzog                                  | US-amerikanischer Baseballspieler und -manager                                            | 92    |       |
| 15. April | Bernd Hölzenbein                               | deutscher Fußballspieler und -funktionär                                                  | 78    |       |
| 15. April | Anatoli Kwotschur                              | russischer Pilot                                                                          | 71    |       |
| 15. April | Willie Limond                                  | schottischer Boxer                                                                        | 45    |       |
| 15. April | Josip Manolić                                  | jugoslawischer bzw. kroatischer Politiker                                                 | 104   |       |
| 15. April | Mario Renato Menéndez Rodríguez                | mexikanischer Journalist und Verleger                                                     | 87    |       |
| 15. April | Reita                                          | japanischer Musiker                                                                       | 42    |       |
| 15. April | Pedro Rubiano Sáenz                            | kolumbianischer Kardinal                                                                  | 91    |       |
| 15. April | Matti Sutinen                                  | finnischer Stabhochspringer                                                               | 94    |       |
| 15. April | Pooch Tavares                                  | US-amerikanischer Musiker                                                                 | 80    |       |
| 15. April | Fabio Trentin                                  | italienischer Architekt                                                                   | 65    |       |
| 15. April | Derek Underwood                                | englischer Cricketspieler                                                                 | 78    |       |
| 14. April | Norbert Bunge                                  | deutscher Filmemacher, Kameramann und Fotograf                                            | 82    |       |
| 14. April | Georg Franke                                   | deutscher Theaterintendant                                                                | 76    |       |
| 14. April | Trixie Gardner                                 | australische Zahnärztin, Politikerin und Peeress                                          | 96    |       |
| 14. April | Steffen Heitmann                               | deutscher Politiker und Theologe                                                          | 79    |       |
| 14. April | Calvin Keys                                    | US-amerikanischer Jazzgitarrist                                                           | 82    |       |
| 14. April | Wolfgang Körner                                | deutscher Fußballspieler                                                                  | 70    |       |
| 14. April | Fritz Laubach                                  | deutscher Theologe und Autor                                                              | 98    |       |
| 14. April | Bernhard von Loeffelholz                       | deutscher Banker, Lobbyist und Mäzen                                                      | 89    |       |
| 14. April | Hans Werner Moises                             | deutscher Psychiater                                                                      | 75    |       |
| 14. April | Ahmed Nekkar                                   | algerischer Sänger, Musiker, Liedermacher und Schriftsteller                              | 69    |       |
| 14. April | Lloyd Omdahl                                   | US-amerikanischer Politiker                                                               | 93    |       |
| 14. April | Leander Petzoldt                               | deutscher Volkskundler und Erzählforscher                                                 | 89    |       |
| 14. April | Käthe Sasso                                    | österreichische Widerstandskämpferin                                                      | 98    |       |
| 14. April | Werner Spitz                                   | deutsch-US-amerikanischer Pathologe                                                       | 97    |       |
| 14. April | Luciano Sušanj                                 | jugoslawischer Leichtathlet und Politiker                                                 | 75    |       |
| 14. April | Hans-Eberhard Urbaniak                         | deutscher Gewerkschafter und Politiker                                                    | 95    |       |
| 14. April | Rainer W. Walter                               | Schweizer Lehrer, Politiker und Journalist                                                | 85    |       |
| 14. April | Rainer Wohlfeil                                | deutscher Historiker                                                                      | 96    |       |
| 13. April | Noël del Bello                                 | französischer Automobilrennfahrer                                                         | 81    |       |
| 13. April | Joanna Dworakowska                             | polnische Schachspielerin                                                                 | 45    |       |
| 13. April | Gerd Kaiser                                    | deutscher Soziologe                                                                       | 90    |       |
| 13. April | Paolino Monsalve                               | spanischer Hockeyspieler                                                                  | 65    |       |
| 13. April | Austin Murphy                                  | US-amerikanischer Politiker                                                               | 96    |       |
| 13. April | Klaus Wolfgang Niemöller                       | deutscher Musikwissenschaftler                                                            | 94    |       |
| 13. April | Lorenzo Palomo                                 | spanischer Komponist                                                                      | 86    |       |
| 13. April | Faith Ringgold                                 | US-amerikanische Künstlerin                                                               | 93    |       |
| 13. April | Jürgen Serke                                   | deutscher Journalist und Schriftsteller                                                   | 85    |       |
| 13. April | Max Schwab                                     | deutscher Geologe                                                                         | 92    |       |
| 12. April | Giorgio Azzolini                               | italienischer Jazzmusiker                                                                 | 96    |       |
| 12. April | Peter Baartmans                                | niederländischer Pianist und Komponist                                                    | 64    |       |
| 12. April | Roberto Cavalli                                | italienischer Modeschöpfer                                                                | 83    |       |
| 12. April | Richard M. Christensen                         | US-amerikanischer Ingenieur                                                               | 91    |       |
| 12. April | Olga Connolly                                  | tschechoslowakische bzw. US-amerikanische Leichtathletin                                  | 91    |       |
| 12. April | Eleanor Coppola                                | US-amerikanische Filmemacherin und Künstlerin                                             | 87    |       |
| 12. April | Adolf Dinglreiter                              | deutscher Politiker                                                                       | 88    |       |
| 12. April | Peter Förtig                                   | deutscher Komponist und Musiktheoretiker                                                  | 90    |       |
| 12. April | Michael Horowitz                               | österreichischer Schriftsteller, Verleger und Fotograf                                    | 73    |       |
| 12. April | Edward Lipiński                                | polnisch-belgischer Orientalist                                                           | 93    |       |
| 12. April | Robert MacNeil                                 | kanadisch-US-amerikanischer Journalist                                                    | 93    |       |
| 12. April | Tito Mina                                      | philippinischer Sänger, Gitarrist und Komponist                                           | 75    |       |
| 12. April | Renatus Rüger                                  | deutscher Unternehmer                                                                     | 91    |       |
| 12. April | Ingraban Dietmar Simon                         | deutscher Jurist und Kunstsammler                                                         | 85    |       |
| 12. April | Hans-Joachim Zander                            | deutscher Ingenieur                                                                       | 90    |       |
| 12. April | Gerhard Zeihsel                                | österreichischer Politiker                                                                | 84    |       |
| 11. April | Bernard Baudoux                                | französischer Florettfechter                                                              | 95    |       |
| 11. April | Rudi Dekkers                                   | niederländischer Unternehmer                                                              | 67    |       |
| 11. April | Knud Enggaard                                  | dänischer Politiker                                                                       | 94    |       |
| 11. April | Peter Fulde                                    | deutscher Physiker                                                                        | 88    |       |
| 11. April | Siegfried Kettling                             | deutscher Pfarrer, Autor und Theologe                                                     | 86    |       |
| 11. April | Anna-Greta Leijon                              | schwedische Politikerin                                                                   | 84    |       |
| 11. April | Günter Pasternak                               | deutscher Arzt und Immunologe                                                             | 91    |       |
| 11. April | Shigeharu Ueki                                 | japanischer Fußballspieler                                                                | 69    |       |
| 10. April | Wassili Andrejewitsch Fomin                    | sowjetischer Ringer                                                                       | 66    |       |
| 10. April | Paola Gassman                                  | italienische Schauspielerin                                                               | 78    |       |
| 10. April | David Goodstein                                | US-amerikanischer Physiker                                                                | 85    |       |
| 10. April | Dusty Kay                                      | US-amerikanischer Produzent und Drehbuchautor                                             | 69    |       |
| 10. April | Harald Linke                                   | deutscher Landschaftsarchitekt                                                            | 95    |       |
| 10. April | Junior Pope                                    | nigerianischer Schauspieler und Filmemacher                                               | 39    |       |
| 10. April | Trina Robbins                                  | US-amerikanische Comiczeichnerin                                                          | 85    |       |
| 10. April | Richard Rosser                                 | britischer Politiker und Peer                                                             | 79    |       |
| 10. April | Hans-Joachim Schulze                           | deutscher Politiker                                                                       | 87    |       |
| 10. April | O. J. Simpson                                  | US-amerikanischer American-Football-Spieler und Schauspieler                              | 76    |       |
| 10. April | Walter M. Sprondel                             | deutscher Soziologe                                                                       | 86    |       |
| 10. April | Alexander Steinlechner                         | österreichischer Fußballspieler                                                           | 24    |       |
| 10. April | Dan Wallin                                     | US-amerikanischer Tonmeister                                                              | 97    |       |
| 10. April | Wiecher Zwanenburg                             | niederländischer Romanist und Sprachwissenschaftler                                       | 90    |       |
| 9. April  | Wladimir Aksjonow                              | sowjetischer Kosmonaut                                                                    | 89    |       |
| 9. April  | Jack Alabaster                                 | neuseeländischer Cricketspieler                                                           | 93    |       |
| 9. April  | Jaime de Armiñán                               | spanischer Filmregisseur und Schriftsteller                                               | 97    |       |
| 9. April  | Rudolf Bock                                    | deutscher Physiker                                                                        | 96    |       |
| 9. April  | Martin Chambers                                | schottischer Geistlicher                                                                  | 59    |       |
| 9. April  | Hugo de los Reyes Chávez                       | venezolanischer Politiker                                                                 | 91    |       |
| 9. April  | Marcia L. Colish                               | US-amerikanische Mediävistin                                                              | 86    |       |
| 9. April  | Eckart Dux                                     | deutscher Schauspieler und Sprecher                                                       | 97    |       |
| 9. April  | Konrad Eißler                                  | deutscher Theologe, Sachbuchautor und Journalist                                          | 91    |       |
| 9. April  | Horst Franz                                    | deutscher Festivalveranstalter                                                            | 60    |       |
| 9. April  | John Allen Fraser                              | kanadischer Politiker                                                                     | 92    |       |
| 9. April  | Harald Kollegger                               | österreichischer Schriftsteller und Neurologe                                             | 69    |       |
| 9. April  | Bob Lanese                                     | US-amerikanischer Trompeter                                                               | 82    |       |
| 9. April  | Tony Morgan                                    | britischer Segler                                                                         | 92    |       |
| 9. April  | Paolo Pininfarina                              | italienischer Ingenieur, Designer und Unternehmer                                         | 65    |       |
| 9. April  | Dieter Rexroth                                 | deutscher Musikwissenschaftler und Dramaturg                                              | 83    |       |
| 9. April  | Friedrich-Wilhelm Schlomann                    | deutscher Jurist, Journalist und Buchautor                                                | 95    |       |
| 9. April  | Edna Solodar                                   | israelische Politikerin                                                                   | 94    |       |
| 9. April  | Max Werner                                     | niederländischer Sänger und Schlagzeuger                                                  | 70    |       |
| 9. April  | Franz-Josef Wiesner                            | deutscher Heeresoffizier und Brigadegeneral                                               | 98    |       |
| 8. April  | Hans Hubert Anton                              | deutscher Historiker                                                                      | 87    |       |
| 8. April  | José Antonio Ardanza                           | spanischer Politiker                                                                      | 82    |       |
| 8. April  | Burton Armus                                   | US-amerikanischer Drehbuchautor und Produzent                                             | 89    |       |
| 8. April  | Jaroslav Bašta                                 | tschechischer Politiker                                                                   | 75    |       |
| 8. April  | Philip Freiherr von dem Bussche                | deutscher Landwirt und Agrarfunktionär                                                    | 74    |       |
| 8. April  | Jon Card                                       | kanadischer Musiker                                                                       | 63    |       |
| 8. April  | Hannelore Cremer                               | deutsche Schauspielerin                                                                   | 93    |       |
| 8. April  | Jaak Gabriëls                                  | belgischer Politiker                                                                      | 80    |       |
| 8. April  | Bill Gunter                                    | US-amerikanischer Politiker                                                               | 89    |       |
| 8. April  | Klaus Habetha                                  | deutscher Mathematiker                                                                    | 92    |       |
| 8. April  | Peter Higgs                                    | britischer Physiker                                                                       | 94    |       |
| 8. April  | Herbert Hönnige                                | deutscher Handballspieler                                                                 | 82    |       |
| 8. April  | Barbara O. Jones                               | US-amerikanische Schauspielerin                                                           | 82    |       |
| 8. April  | Franziska Kalmar-Muliar                        | österreichische Fernsehsprecherin                                                         | 94    |       |
| 8. April  | Konrad Richter                                 | deutscher Pianist, Liedbegleiter und Rektor                                               | 88    |       |
| 8. April  | Christiane Scrivener                           | französische Politikerin                                                                  | 98    |       |
| 8. April  | Lubert Stryer                                  | US-amerikanischer Biochemiker                                                             | 86    |       |
| 8. April  | Josef Franz Thiel                              | deutscher Ethnologe                                                                       | 91    |       |
| 8. April  | Alexei Zatewitsch                              | russischer Radsportler                                                                    | 34    |       |
| 7. April  | Michael Boder                                  | deutscher Konzert- und Operndirigent                                                      | 65    |       |
| 7. April  | Edgar Burcksen                                 | niederländischer Filmeditor                                                               | 76    |       |
| 7. April  | Debby Lee Cohen                                | US-amerikanische Multimediakünstlerin und Umweltaktivistin                                | 64    |       |
| 7. April  | Barbara Czarniawska                            | polnisch-schwedische Organisationsforscherin                                              | 75    |       |
| 7. April  | Walid Dakka                                    | palästinensischer Autor                                                                   | 62    |       |
| 7. April  | Karl Otto Greulich                             | deutscher Physiker und Gerontologe                                                        | 77    |       |
| 7. April  | John Giles                                     | britischer Leichtathlet                                                                   | 97    |       |
| 7. April  | Pat Hennen                                     | US-amerikanischer Motorradrennfahrer                                                      | 70    |       |
| 7. April  | Clarence Henry                                 | US-amerikanischer R&B-Sänger                                                              | 87    |       |
| 7. April  | Joe Kinnear                                    | irischer Fußballspieler und -trainer                                                      | 77    |       |
| 7. April  | Matthias Meyer-Göllner                         | deutscher Liedermacher                                                                    | 61    |       |
| 7. April  | Rickey Parkey                                  | US-amerikanischer Boxer                                                                   | 67    |       |
| 7. April  | Lori und George Schappell                      | US-amerikanische Altersrekordler                                                          | 62    |       |
| 7. April  | Gunnar Törnqvist                               | schwedischer Wirtschaftsgeograph                                                          | 91    |       |
| 7. April  | Joe Viera                                      | deutscher Jazzmusiker und Festivalleiter                                                  | 91    |       |
| 23. April | George Baker                                   | walisischer Fußballspieler                                                                | 88    |       |
| 6. April  | Joseph E. Brennan                              | US-amerikanischer Politiker                                                               | 89    |       |
| 6. April  | Dutty Dior                                     | norwegischer Rapper und Sänger                                                            | 27    |       |
| 6. April  | Ruth Freydank                                  | deutsche Theaterwissenschaftlerin                                                         | 88    |       |
| 6. April  | Doug Hoyle                                     | britischer Politiker und Peer                                                             | 94    |       |
| 6. April  | Peter Jutzi                                    | deutscher Chemiker                                                                        | 85    |       |
| 6. April  | Francisco Pérez                                | uruguayischer Radrennfahrer                                                               | 90    |       |
| 6. April  | Zofia Kucówna                                  | polnische Schauspielerin und Schriftstellerin                                             | 90    |       |
| 6. April  | Dinh Q. Lê                                     | vietnamesisch-US-amerikanischer Fotograf                                                  | 56    |       |
| 6. April  | Hans Michael Maus                              | deutscher Politiker                                                                       | 80    |       |
| 6. April  | Lothar Prehn                                   | deutscher Fußballspieler                                                                  | 77    |       |
| 6. April  | Italo Rota                                     | italienischer Architekt und Designer                                                      | 70    |       |
| 6. April  | Martin Schumacher                              | deutscher Physiker                                                                        | 87    |       |
| 6. April  | Esko-Juhani Tennilä                            | finnischer Politiker                                                                      | 76    |       |
| 6. April  | Chadwick Tolman                                | US-amerikanischer Chemiker                                                                | 85    |       |
| 6. April  | Gerhard Welz                                   | deutscher Fußballspieler                                                                  | 79    |       |
| 6. April  | Ziraldo                                        | brasilianischer Künstler                                                                  | 91    |       |
| 5. April  | Richard Auernheimer                            | deutscher Beamter                                                                         | 81    |       |
| 5. April  | Mahammed Dionne                                | senegalesischer Politiker                                                                 | 64    |       |
| 5. April  | Marco Klammer                                  | deutscher Schauspieler                                                                    |       |       |
| 5. April  | Hans Merkens                                   | deutscher Erziehungswissenschaftler                                                       | 86    |       |
| 5. April  | Arnold Müller                                  | deutscher Geologe und Paläontologe                                                        | 74    |       |
| 5. April  | Phil Nimmons                                   | kanadischer Jazzpianist                                                                   | 100   |       |
| 5. April  | CJ Snare                                       | US-amerikanischer Sänger                                                                  | 64    |       |
| 5. April  | Peter Sodann                                   | deutscher Schauspieler, Regisseur und Theaterintendant                                    | 87    |       |
| 5. April  | Ahmed Fathi Sorour                             | ägyptischer Rechtswissenschaftler und Politiker                                           | 91    |       |
| 5. April  | Heinz Steffen                                  | deutscher Mathematiker                                                                    | 93    |       |
| 4. April  | Gustavo Acosta                                 | argentinischer Fußballspieler                                                             | 58    |       |
| 4. April  | Lynne Reid Banks                               | britische Schriftstellerin                                                                | 94    |       |
| 4. April  | Iona Campagnolo                                | kanadische Politikerin                                                                    | 91    |       |
| 4. April  | Gerd Feldhoff                                  | deutscher Opernsänger                                                                     | 92    |       |
| 4. April  | Thomas Gumbleton                               | US-amerikanischer Weihbischof                                                             | 94    |       |
| 4. April  | Keith LeBlanc                                  | US-amerikanischer Schlagzeuger                                                            | 69    |       |
| 4. April  | Lucie Neudecker                                | österreichische Bühnen- und Filmschauspielerin                                            | 91    |       |
| 4. April  | Hella Pick                                     | österreichisch-britische Journalistin und Autorin                                         | 94    |       |
| 4. April  | Karen Rigmor Moritz                            | dänische Altersrekordlerin                                                                | 110   |       |
| 4. April  | Miron Sycz                                     | polnischer Politiker                                                                      | 64    |       |
| 4. April  | Vytautė Žilinskaitė                            | litauische Schriftstellerin                                                               | 93    |       |
| 3. April  | Inge Buisson                                   | deutsche Historikerin                                                                     | 102   |       |
| 3. April  | Karl Decker                                    | deutscher Biochemiker                                                                     | 99    |       |
| 3. April  | Luke Fleurs                                    | südafrikanischer Fußballspieler                                                           | 24    |       |
| 3. April  | Lutz Görner                                    | deutscher Rezitator                                                                       | 79    |       |
| 3. April  | Manfred Güthler                                | deutscher Maler und Grafiker                                                              | 97    |       |
| 3. April  | Tootie Heath                                   | US-amerikanischer Jazz-Schlagzeuger                                                       | 88    |       |
| 3. April  | Hans Helmut Hillrichs                          | deutscher Journalist, Filmemacher und Autor                                               | 78    |       |
| 3. April  | Vitus Huonder                                  | Schweizer Bischof                                                                         | 81    |       |
| 3. April  | Kalevi Kiviniemi                               | finnischer Organist und Komponist                                                         | 65    |       |
| 3. April  | Sándor Müller                                  | ungarischer Fußballspieler                                                                | 75    |       |
| 3. April  | Gaetano Pesce                                  | italienischer Architekt und Designer                                                      | 84    |       |
| 3. April  | Adrian Schiller                                | britischer Schauspieler                                                                   | 60    |       |
| 3. April  | Ventur Schöttle                                | deutscher Politiker                                                                       | 94    |       |
| 3. April  | Vera Tschechowa                                | deutsche Schauspielerin, Regisseurin und Produzentin                                      | 83    |       |
| 3. April  | Víctor Uris                                    | spanischer Blues-Mundharmonikaspieler und -komponist                                      | 66    |       |
| 2. April  | Julius Adler                                   | deutsch-US-amerikanischer Biochemiker                                                     | 93    |       |
| 2. April  | John Barth                                     | US-amerikanischer Schriftsteller                                                          | 93    |       |
| 2. April  | Hermann Bigelmayr                              | deutscher Holzbildhauer                                                                   | 66    |       |
| 2. April  | Veljko Bulajić                                 | jugoslawischer bzw. montenegrinischer Filmregisseur                                       | 96    |       |
| 2. April  | Erich Brenter                                  | österreichischer Skibobfahrer und Unternehmer                                             | 83    |       |
| 2. April  | Maryse Condé                                   | französische Schriftstellerin                                                             | 90    |       |
| 2. April  | Edward B. Curtis                               | US-amerikanischer Mathematiker                                                            | 91    |       |
| 2. April  | Christopher Durang                             | US-amerikanischer Dramatiker und Schauspieler                                             | 75    |       |
| 2. April  | Gerard Fane-Trefusis                           | britischer Peer, Politiker und Großgrundbesitzer                                          | 89    |       |
| 2. April  | Göran Hagberg                                  | schwedischer Fußballspieler und -trainer                                                  | 76    |       |
| 2. April  | Michael Jensen                                 | US-amerikanischer Ökonom                                                                  | 84    |       |
| 2. April  | Gerhard Lohfink                                | deutscher Theologe                                                                        | 89    |       |
| 2. April  | Larry Lucchino                                 | US-amerikanischer Baseballfunktionär                                                      | 78    |       |
| 2. April  | Juan Vicente Pérez Mora                        | venezolanischer Altersrekordler                                                           | 114   |       |
| 2. April  | John Sinclair                                  | US-amerikanischer Dichter und Schriftsteller                                              | 82    |       |
| 2. April  | Günter Spörrle                                 | deutscher Schauspieler                                                                    | 88    |       |
| 2. April  | Michael Studer                                 | Schweizer Pianist                                                                         | 83    |       |
| 2. April  | Notker Wolf                                    | deutscher Ordensgeistlicher und Abtprimas                                                 | 83    |       |
| 1. April  | Sue Chaloner                                   | britische Sängerin                                                                        | 71    |       |
| 1. April  | Lou Conter                                     | US-amerikanischer Weltkriegsveteran                                                       | 102   |       |
| 1. April  | Anne Innis Dagg                                | kanadische Zoologin und Autorin                                                           | 91    |       |
| 1. April  | Sylvia Fein                                    | US-amerikanische Malerin                                                                  | 104   |       |
| 1. April  | Joe Flaherty                                   | US-amerikanischer Schauspieler                                                            | 82    |       |
| 1. April  | José Trinidad González Rodríguez               | mexikanischer Weihbischof                                                                 | 80    |       |
| 1. April  | Bruno W. Häuptli                               | Schweizer Altphilologe                                                                    | 89    |       |
| 1. April  | Winfried Kreutzer                              | deutscher Romanist                                                                        | 84    |       |
| 1. April  | Martin Kuester                                 | deutscher Anglist                                                                         | 66    |       |
| 1. April  | Ulrich Mack                                    | deutscher Fotograf                                                                        | 89    |       |
| 1. April  | Sami Michael                                   | israelischer Schriftsteller und Menschenrechtsaktivist                                    | 97    |       |
| 1. April  | Timothy Moores                                 | britischer Fernsehregisseur                                                               | 81    |       |
| 1. April  | Ed Piskor                                      | US-amerikanischer Comiczeichner                                                           | 41    |       |
| 1. April  | Mohammad Hadi Haji Rahimi                      | iranischer Brigadegeneral                                                                 | ?     |       |
| 1. April  | Mohammad Resa Sahedi                           | iranischer Brigadegeneral                                                                 | 63    |       |
| 1. April  | Florian Scheck                                 | deutscher Physiker                                                                        | 87    |       |
| 1. April  | Rosemarie Simmen                               | Schweizer Politikerin                                                                     | 85    |       |
| 1. April  | Gisela Trahms                                  | deutsche Schriftstellerin und Literaturkritikerin                                         | 80    |       |

### Datum unbekannt
| Zeitangabe                       | Name                   | Beruf, bekannt als                                                              | Alter | Beleg |
| -------------------------------- | ---------------------- | ------------------------------------------------------------------------------- | ----- | ----- |
| Tod bekannt gegeben am 29. April | Jean-Pierre Giudicelli | französischer Moderner Fünfkämpfer                                              | 81    |       |
| Tod bekannt gegeben am 25. April | Thomas Kessler         | Schweizer Komponist                                                             | 86    |       |
| Tod bekannt gegeben am 8. April  | Tahsin İncirci         | türkischer Komponist, Chorleiter und Violinist                                  | ≈86   |       |
| tot aufgefunden am 5. April      | Cole Brings Plenty     | US-amerikanischer Schauspieler                                                  | 27    |       |
| tot aufgefunden am 1. April      | Vontae Davis           | US-amerikanischer American-Football-Spieler                                     | 35    |       |
| April                            | Peter Obermann         | deutscher Hydrogeologe                                                          | ≈87   |       |
| April                            | Rainer K. Sachs        | US-amerikanischer Astrophysiker                                                 | 91    |       |
| Anfang April                     | Akebono Tarō           | US-amerikanisch-japanischer Sumōringer, Wrestler und Mixed-Martial-Arts-Kämpfer | 54    |       |